# 扎亞斯市鎮

扎亞斯市鎮在北马其顿的位置

扎亚斯市鎮为北馬其頓共和國的一個旧市镇。该市镇设立于1996年领土区划，废置于2013年的行政区划改革，之后并入基切沃市鎮。合并前该市镇的行政中心为扎亚斯村，属于西南统计区，面積为161.08平方公里。
撤销前該市镇西臨馬夫羅沃和羅斯圖沙市鎮，東北面是戈斯蒂瓦尔市镇，東接奥斯洛梅伊市镇，東南面是基切沃市鎮，西南面是德魯戈沃市鎮。

## 外部連結
- 基切沃市鎮官方网站 （页面存档备份，存于） （馬其頓文）